# Metasiodes calliophis
Metasiodes calliophis is een vlinder uit de familie van de grasmotten (Crambidae), uit de onderfamilie van de Pyraustinae. De wetenschappelijke naam van deze soort is voor het eerst voorgesteld door Edward Meyrick in een publicatie uit 1894.
De soort komt voor in Indonesië en is voor het eerst ontdekt op het eilandje Laut dat ten zuidoosten van Borneo ligt.